# 이창준
이창준(李昌俊, 1966년~)은 글리오사이언스 분야를 전문으로 하는 미국의 신경과학자다. 그는 한국과학기술연구원(KIST) 신경과학 센터장으로 재직했으며, 이후 세계 일류 연구기관 프로그램의 일환으로 기능적 연결체학 WCI 센터를 설립했다. 2015년에는 글리아-뉴런 상호작용 센터를 설립하였고, 2018년에는 IBS 인지 및 사회성 연구단의 공동 단장 및 인지 글리오사이언스 그룹의 책임자가 되었다. 그는 학술지 Molecular Brain과 Molecular Pain의 편집위원으로 활동했으며, Experimental Neurobiology의 편집장을 맡고 있다.

## 어린 시절 및 교육
김포시 농촌 지역에서 태어난 그는 자연과 교류하며 집에서 가축을 키우면서 생물학에 대한 관심을 키웠다.  중학교를 졸업한 후, 그는 15세에 한국을 떠나 미국으로 이주하여 일리노이 주 올림피아 필즈에 위치한 리치 센트럴 고등학교에 입학했다. 일리노이 주립 장학금을 받으며 루이스 사이든 교수의 연구실에서 주니어 연구 조교로 일하는 동안,. 그는 시카고 대학교에서 화학을 전공하여 1990년에 학사 학위를 받았다 그 후 그는 뉴욕으로 이주하여 컬럼비아 대학교 예술과학대학원에 입학하여 생리학 및 세포 생물물리학과에서 신경생리학 석사 및 박사 학위를 받았다. 그의 박사 논문 지도 교수는 에이미 B. 맥더모트 교수로, 그는 석사 학위를 받은 후 연구 조교로 일했다.
석사 및 박사 통합 과정 첫 해 전에, 그는 마이클 리스 병원에서 에밀리 포스터의 연구실에서 연구 조교로 일했다. 컬럼비아 대학교 내에서는 마틴 로우 교수의 연구실에서 연구 기술자로도 활동했다.

## 직업
그는 에모리 대학교 약리학과에서 트레이넬리스 교수의 연구실에서 3년간 박사 후 과정을 마쳤다. 그의 후원자는 스티븐 트레이넬리스 박사였으며, 연구 범위는 프로테아제 활성화 수용체에 의한 NMDA 수용체의 조절이었다. 박사 후 과정 중 그는 한국과학기술연구원(KIST)을 방문했고, 신희섭 박사의 영향을 받아 KIST에 합류하기로 결심했다. 2004년, 그는 KIST의 선임 연구원이 되었고, 2010년에는 수석 연구원, 2017년에는 종신 연구원으로 승진했다.
그는 신희섭 단장과 함께 KIST 신경과학 센터의 창립 멤버로서 KIST에서 뇌 과학 연구 인프라를 구축하는 데 참여했다. 현재 이 센터는 KIST 뇌과학연구소의 일부다. 그는 또한 국가연구소대학교(UST) 신경과학 프로그램의 설립을 도왔으며, KU-KIST 융합기술대학원의 창립 교수로도 참여했다. 세계 일류 연구기관 프로그램(WCI)의 일환으로, 그는 2009년에 기능적 연결체학 WCI 센터를 설립하고 센터의 조직 부센터장을 역임했다.
2018년 11월, 그는 신희섭과 함께 IBS 인지 및 사회성 연구단의 공동 단장으로 합류했다. 그는 이전에 KIST에서 신희섭과 만나 함께 일한 바 있다. 신희섭은 2020년 은퇴할 때까지 사회 신경과학 그룹을 이끌었으며, 이창준은 분자 글리오사이언스, 글리아-뉴런 상호작용, 글리아 가소성과 인지, 그리고 글리오패시라는 네 가지 연구 분야에 중점을 둔 인지 글리오사이언스 그룹을 이끌고 있다.

## 수상 및 수상
- 2025: 과학기술훈장(웅비장) 수상[10]
- 2024: 아산의학상[11][12]
- 2023: 한국과학상[13]

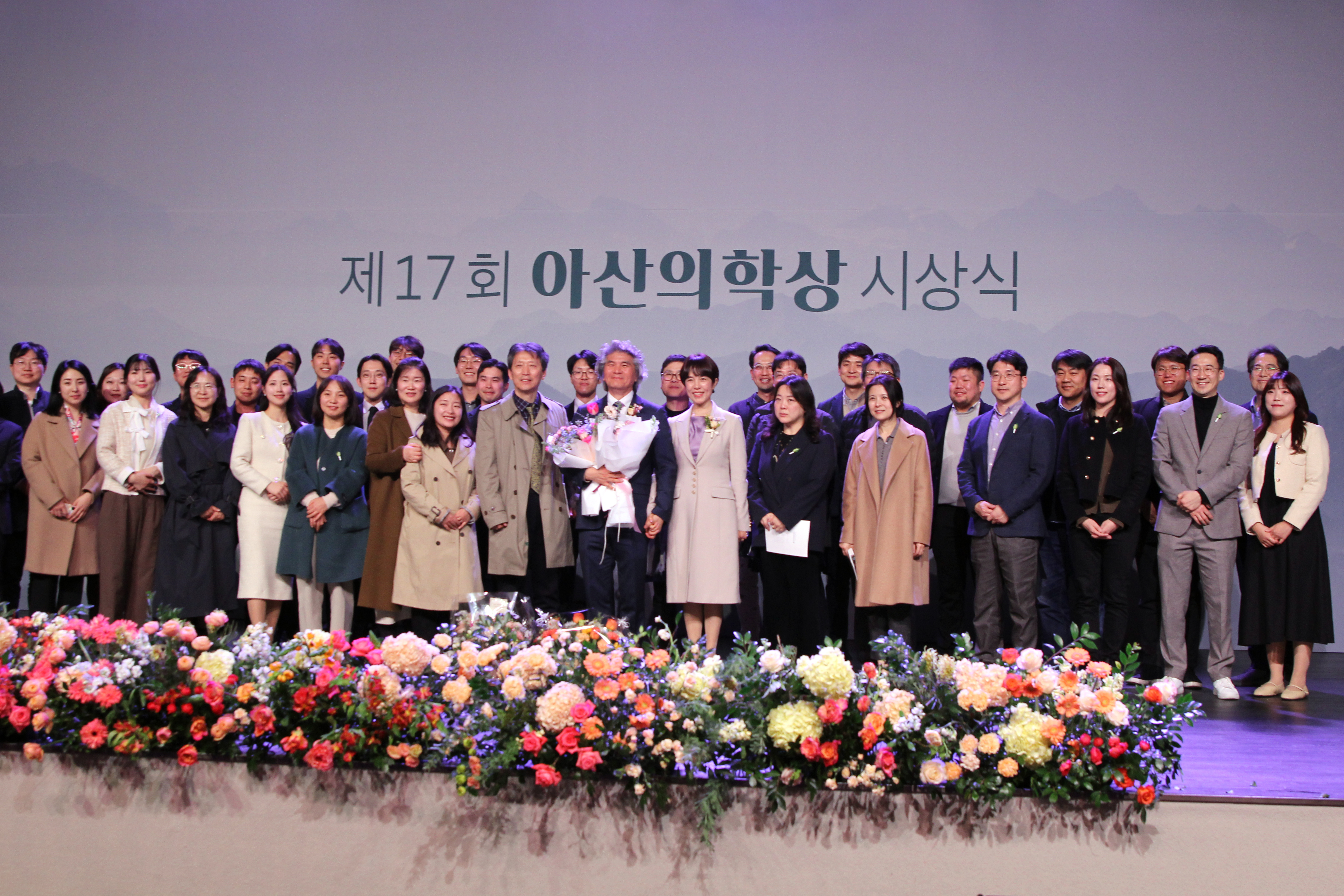
이창준 이 2024년 아산의학상 시상식에서 연구원들과 가족과 함께 있는 사진.

- 2020: 국내 5대 바이오분야 연구성과 및 뉴스, 포스텍 생물연구정보센터[14][15]
- 2017: 과학의 날 2017, 한국과학기술개발 대통령훈장[16][17]
- 2016: 경암학술상, 경암교육문화재단[18][19]
- 2014: FILA 기초과학상 한국과학기술원[20][21][22]
- 2014: 한국뇌신경과학회 장진상[23][24]
- 2013: 12월 과학기술대학교 스타교수상[25][26][27]
- 2013: 8월 과학기술대학교 멘토 우수상
- 2012: 12월 과학기술대학교 멘토상[28][29]
- 2011: 과학기술대학교 준 최우수 멘토상[30]
- 2011: 준. 과학기술대학교 멘토 우수상[30]
- 2011: KIST 올해의 과학자상
- 2011: 10년 뒤 한국을 빛낼 100인 동아일보[31]
- 2011: KIST 우수연구팀상
- 2010: 대한민국 국무총리 우수연구자상
- 2010: 12월 대한민국 과학기술부 이달의 과학자상
- 2010: 12월 KIST 이달의 과학자상
- 2009: KIST 우수사업상
- 2009: 과학기술대학교 준 우수교사상
- 2009: 과학기술대학교 5월 우수멘토상
- 2009: 2월 KIST 우수연구원상
- 2003: 한국신경과학자협회 우수연구자상
- 2000: 한국신경과학자협회 우수연구자상

## 과학회
- 2023: 한국과학기술한림원 회원[32]
- 2016: 한국신경교학회 회장[33]
- 2016: 한국뇌신경과학학회 사무총장
- 2015: 한국뇌신경과학회 사무국[34]
- 1996: 신경과학학회 회원
- 1985: 전미 아너스 소사이어티

## 저널편집
- 2017~현재 : Experimental Neurobiology 편집장[25]
- 2008~2017년: Molecular Brain 편집위원[35][36]
- 2004~현재: Molecular Pain 편집위원[37]

## 같이 보기
- 벤 바레스
- 한국뇌연구원